# 鬼頭明里
鬼頭明里（日语：／ Kitō Akari，1994年10月16日—）是日本愛知縣出身的女性聲優、歌手。血型B型。Raccoon Dog所屬。

## 人物
興趣和技能是繪畫、唱歌、去汁（把煮好的拉麵濾乾）。繪畫技巧曾被畫師和泉Tsubasu大加稱讚。
和在《Re:Stage!》中共同演出的岩橋由佳交情很好。
2019年7月3日以歌手身分出道。
2022年7月28日參與直播後身體不適，7月29日新型冠狀病毒PCR檢測呈陽性。8月9日，恢復工作

## 演出作品
※粗體字為主要角色。

### 電視動畫
2014年
- 刀劍神域II（女學生）
- 三坪房間的侵略者！（藍華真希）
- 信長協奏曲（美女們）
- 魔術快斗1412（觀眾女）
- 狼少女和黑王子（矢島加奈）
- 電波少女與錢仙大人（同學）
- 結城友奈是勇者（女學生A）

2015年
- 聖劍使的禁咒詠唱（女性店員、貝蕾茲茨卡亞姐、女店員）
- CROSSANGE 天使與龍的輪舞（瑪莉）
- 我是高宮茄乃！（屋敷）
- 槍與面具（男孩子）

2016年
- 只有我不存在的城市（廣美）
- 少年女僕（中島晶）
- TABOO TATTOO－禁忌咒紋－（阿耶波多、貓）
- 時間飛船24（可憐）
- Lostorage incited WIXOSS（女學生、友人A、莉緒的朋友）

2017年
- 南鎌倉高校女子自行車社（森渚）
- 學園少女突襲者 Animation Channel（觀眾）
- 愛麗絲與藏六（雛霧夜長）
- 雛子的筆記（女子社員）
- 徒然喜歡你（飯島香奈）
- Princess Principal（莉莉）
- 歡迎來到實力至上主義的教室（堀北鈴音）
- 悠久持有者：魔法老師！ 第2部（雪廣霙）
- 時間飛船24 逆襲的三惡人（可憐）
- 調教咖啡廳（日向夏帆）
- 漫威未來：復仇者聯盟（卡瑪拉·克汗）

2018年
- 愛吃拉麵的小泉同學（中村美沙）
- 皇帝聖印戰記（希露卡·梅連提絲）
- 賽馬娘 Pretty Derby（星雲天空）
- 偶像活動Friends！（友希和音〈9歲〉、新海玲奈、女性工作人員）
- Lostorage conflated WIXOSS（蕾拉）
- 最終休止符～無止境的螺旋物語～（琪卡札爾）
- 昴宿七星（碓冰咲月）
- 遙的接球（棚原愛衣）
- SSSS.GRIDMAN（蓮）
- 叛逆性百萬亞瑟王（蜜雪兒）

2019年
- 天使降臨到我身邊！（姬坂乃愛）
- 家有女友（藤井夏生〈幼少〉）
- 鬼滅之刃（竈門禰豆子）
- 一個人的○○小日子（本庄亞琉）
- 魔王陛下RETRY！（伊葛兒）
- Re:Stage! Dream Days♪（月坂紗由）
- 實況主的逃脫遊戲【直播中】（更屋敷花凜）
- 街角魔族（千代田桃）
- 碧藍航線（長良、五十鈴）

2020年
- 地縛少年花子君（八尋寧寧）
- 虛構推理（岩永琴子）
- 偶像學園 on Parade！（新海琳娜）
- 聽我的電波吧（阿曾原律子）
- 富豪刑事 Balance:UNLIMITED（野村毅）
- 馬娘四格（星雲天空）
- 總之就是很可愛（由崎司）
- Love Live! 虹咲學園學園偶像同好會（近江彼方）
- 安達與島村（安達）
- 戰翼的希格德莉法（阿爾瑪·康德羅）

2021年
- 賽馬娘 Pretty Derby Season 2（星雲天空）
- 怪病醫拉姆尼（柏木琴）
- EX-ARM（阿爾瑪）
- 魔術士歐菲 流浪之旅 基姆拉克篇（梅晨）
- 只有我能進入的隱藏迷宮（露娜·希勒）
- Fairy蘭丸（英子）
- 新幹線戰士Z（碓冰阿布特）
- 影宅（凱特）
- 大運動會 ReSTART!（莉迪亞·卡特蘭德）
- 奇巧計程車（三矢雪）
- 急戰5秒殊死鬥（楊）
- 月光下的異世界之旅（澪）
- 魔法紀錄 魔法少女小圓外傳 2nd SEASON -覺醒前夜-（黑羽毛〈宮尾時雨〉）
- 與你一起健身拳擊（卡蓮）
- 鬼滅之刃 無限列車篇（竈門禰豆子）
- 賈希大人不氣餒！（謎之光 → 菘）
- 鬼滅之刃 遊郭篇（竈門禰豆子）

2022年
- 泡泡糖忍戰（貝蕾卡）
- 明日同學的水手服（兔原透子）
- CUE!（名木原琴子）
- Love Live! 虹咲學園學園偶像同好會（第2期）（近江彼方）
- 小鳥之翼（伊芙）
- 街角魔族 2丁目（千代田桃）
- RPG不動產（ネズミ子）
- 杜鵑婚約（天野繪里香）
- 歡迎來到實力至上主義的教室 2nd Season（堀北鈴音）
- 影宅 -2nd Season-（凱特）
- 契約之吻（緒方環奈）
- 天籟人偶（蕾潔兒）
- 盛開的阿斯諾特莉亞 吸！（索恩·H）
- 家裡蹲的日常（Mamekichi Mameko）
- 某天早晨變成模擬人頭麥克風後我的人生（蔵前ぱんだ）

2023年
- 虹咲四格 動畫版（近江彼方）
- 虛構推理 Season2（岩永琴子）
- 英雄王，為了窮盡武道而轉生～而後成為世界最強見習騎士♀～（英格莉絲·尤庫斯）
- 東京復仇者（三谷瑪娜）
- 最強陰陽師的異世界轉生記（梅貝爾·克萊因）
- 被解僱的暗黑士兵（30多歲）開始了慢生活的第二人生（蕾蒂）
- 在無神世界裡進行傳教活動（御靈）
- 在異世界獲得超強能力的我，在現實世界照樣無敵～等級提升改變人生命運～（寶城佳織）
- 總之就是很可愛（第2期）（由崎司）
- 小鳥之翼（第2期）（伊芙）
- 鬼滅之刃 刀匠村篇（竈門禰豆子）
- 小小哥吉拉的逆襲（小美人〈妹〉）
- 機戰少女Alice Expansion（新居目安里）
- 尼爾：自動人形 Ver1.1a（操作員）
- 大小姐和看門犬（瀨名垣一咲） - 兼任片尾插圖文字
- 放學後少年花子君（八尋寧寧）
- 撿走被人悔婚的千金，教會她壞壞的幸福生活（リーゼロッテ・クロフォード）

2024年
- 魔都精兵的奴隸（羽前京香）
- 佐佐木與文鳥小嗶（鄰居妹妹）
- 月光下的異世界之旅 第二幕（澪）
- 歡迎來到實力至上主義的教室 3rd Season（堀北鈴音）
- 神明渴求著遊戲。（莉奧蕾茜）
- 婚戒物語（小姬）
- 被稱為廢物的原英雄，被家裡流放後隨心所欲地活下去（安莉葉特）
- 迷宮飯（紅千鳥）
- 夜櫻家大作戰（夜櫻二刃）
- 虹咲四格 動畫版 2（近江彼方）
- 戰隊大失格（雪野安潔麗卡）
- 鬼滅之刃 柱訓練篇（竈門禰豆子）
- 2.5次元的誘惑（橘美花莉）
- 女神咖啡廳（松島幸子）
- 青春之箱（蝶野雛）
- 妖怪學校的菜鳥老師！（座敷紅子）

2025年
- 在沖繩喜歡上的女孩方言講得太過令人困擾（喜屋武飛夏）
- 地縛少年花子君2（八尋寧寧）
- Princession Orchestra（圖書委員／風花堇）
- 前橋魔女（保坂優愛）
- 杜鵑婚約（第2期）（天野繪里香）
- Bad Girl 不良少女（鹿目紅葉）
- GNOSIA（SQ）
- SI-VIS: The Sound of Heroes（μ）

2026年
- 魔都精兵的奴隸2（羽前京香）

時期未定
- 婚戒物語 第2期（小姬）
- 魔法少女育成計畫restart（@娘娘）

### 劇場版動畫
2015年
- 音樂少女（動畫旁白）

2019年
- 天使降臨到我身邊！（姬坂乃愛）

2020年
- 劇場版 鬼滅之刃 無限列車篇（竈門禰豆子）

2022年
- 電影版 DEEMO 櫻色旋律 -你所彈奏的琴音 至今仍在迴響-（Sania）
- 天使降臨到我身邊！珍貴的朋友（姬坂乃愛）

2023年
- GRIDMAN UNIVERSE（蓮）
- 新次元！蠟筆小新THE MOVIE 超能力大決戰 ～飛吧！手卷壽司～（深谷葱子）
- 劇場版 轉生成女性向遊戲只有毀滅END的壞人大小姐（ナシート）

2024年
- Love Live! 虹咲學園學園偶像同好會 完結篇 第1章（近江彼方）
- 擊浪青春（兵頭妙子）
- PUI PUI 天竺鼠車車 電影版 MOLMAX（乙姬）

2025年
- 鬼滅之刃劇場版 無限城篇 第一章 猗窩座再襲（竈門禰豆子）
- Love Live! 虹咲學園學園偶像同好會 完結篇 第2章（近江彼方）

### OVA
2010年代
- 終結的熾天使 OVA（2016年，少女）※單行本第11卷限定版附錄。
- 悠久持有者 OVA（2017年，雪广霙）※單行本第14卷限定版附錄。
- 悠久持有者 OVA2（2018年，雪广霙）※單行本第16卷限定版附錄。
- 鬼滅之刃 兄妹之絆（2019年，竈門禰豆子）

2020年代
- 鬼滅之刃 那田蜘蛛山篇（2020年，竈門禰豆子）
- 鬼滅之刃 柱合會議蝶屋敷篇（2020年，竈門禰豆子）
- 總之就是很可愛 ～SNS～（2021年，由崎司）
- 機戰少女Alice ～心跳！滿是Actress的人魚大獎賽♥～（2021年，新居目安里）
- Love Live! 虹咲學園學園偶像同好會 NEXT SKY（2023年，近江彼方）

### 網路動畫
2020年
- 蟲籠的卡伽斯特爾（莉琪）

2021年
- 鬼滅學園 情人節篇（竈門襧豆子）

2022年
- 悠哉賽馬娘（星雲天空）
- 總之就是很可愛 ～制服～（由崎司）
- 蔚藍檔案「beautiful day dreamer」（靜山麻白）

2023年
- 總之就是很可愛 女子高中篇（由崎司）

2024年
- 雀魂 槓！！（姬川響）
- Enter The Garden Ep.1 The Waiting Man（Haru）

2025年
- 航海王談戀愛（吉岡咲灯）

### 遊戲
2014年
- 貓耳求生者！（庫洛特德、幸、堇子）

2015年
- 家電少女（卡莉娜、密斯緹）
- 追尋者傳說（伊莉雅）
- 艦隊Collection（Libeccio、風雲）

2016年
- 莉莉亞的好友們（庫洛特德）
- 艦隊Collection（沖波）
- 一血卍傑-ONLINE-（朱雀、雲外鏡、雷神）

2017年
- Love Live! 學園偶像祭（近江彼方）
- 魔法紀錄 魔法少女小圓外傳（木崎衣美里）
- 白貓Project（露比）
- 天華百劍-斬-（三十二年式軍刀甲）
- 碧藍航線（五十鈴、長良、阿武隈）
- Re:Stage! 節奏舞步（月坂紗由）

2018年
- 閃耀幻想曲（日向夏帆、千代田桃）
- 碧海晴空、彼岸相連（白瀨惠海莉）
- 皇帝聖印戰記（希露卡）
- 災禍真實（蘇菲亞）
- Brown Dust（薇若妮卡、伊絲涅爾芙）
- 艦隊Collection（Maestrale、岸波）

2019年
- Love Live! 學園偶像祭 ALL STARS（近江彼方）
- 明日方舟（赫默）
- AI：夢境檔案（瞳绊）
- 東方大砲彈（博麗靈夢）
- 魔法紀錄 魔法少女小圓外傳（宮尾時雨）
- Crash Fever（特拉瓦）

2020年
- 超異域公主連結☆Re:Dive（美空）
- Fate/Grand Order（宇津見繪里世）
- Crash Fever（愛因斯坦）
- 怪物彈珠（拉普拉斯）
- 原神 （芭芭拉）
- 健身拳擊 2: 節奏運動（教練凱倫）
- 黑潮：深海覺醒（金剛）
- 寶可夢大師（莎莉娜）
- 轟炸少女（奧莉薇·多拉夫 (奧莉薇)）

2021年
- 賽馬娘Pretty Derby（青雲天空）
- 忍者必須死（小椒）
- 風色幻想SP 手機版（依莉絲）
- 神魔之塔（傲然綻光·烏瑞亞、財迷美夢·青金石、辰星指導·瑪米圖）
- 蔚藍檔案（靜山麻白）
- 薑餅人王國（拿鐵餅乾）
- 白夜極光（緋）
- 龍與少女交響曲（竹中半兵衛、荊軻）
- 碧藍航線（蓮）

2022年
- AI：夢境檔案 涅槃肇始（瞳绊）
- 幻塔（可可麗特）
- 女神戰記 極樂世界（瓦爾基里）
- 三國志幻想大陸(張星辰）
- 熱血硬派國夫君外傳 熱血少女2（普露比）
- 勝利女神：妮姬（佩珀）

2023年
- 聖火降魔錄 英雄雲集（思琳）
- 火焰之纹章 Engage（錫莉奴）
- 明日方舟（淬羽赫默）
- 怪物彈珠（Kill×Your×Idol:拉普拉斯）
- 生化危機4 重製版（阿什莉·葛拉漢）
- 異度神劍3：嶄新的未來（奈爾）
- 守望傳說（卡娜）
- Engage Kill（绪方环奈）
- 魔法禁书目录 幻想收束（シティマカーブル、绪方环奈）

2024年
- 巔峰極速 レーシングマスター（有島星）
- 重返未来：1999（小叶尼塞）
- 2.5 次元的誘惑 天使們的舞台（橘美花莉）
- 卡拉彼丘 Strinova（憂霧）

2025年
- 怪獸8號 THE GAME（四之宮莎岡）

### 廣播劇CD
- No Anime No Life～～（2015年，女性客A）

### Radio CD
- Radio CD Re:Stage!～廣播的練習～ Vol.1[98]

### 廣播
- Re:Stage!～廣播的練習～（音泉：2015年11月25日－）[99]

### 網路電視
- Re:Stage!～NICO生的練習～（NICONICO直播：2015年11月11日－）[99]
- Re:Stage!「KiRaRe」1st單曲發售記念！簽完3000份簽名前不會結束的直播（NICONICO直播：2016年2月13日）[100]
- Re:Stage!～NICO生的正式演出～（NICONICO直播：2016年4月10日）[101]

### 其他
- Re:Stage!（月坂紗由[99]）
- PRIUS! IMPOSSIBLE GIRLS（09 最新GOA 波迪[102]）

## 音樂CD
- 與Love Live! 虹咲學園學園偶像同好會相關作品，請參見虹咲學園學園偶像同好會條目。

### 單曲
| 枚  | 發售日         | 標題           | 規格編號   | 規格編號   | 規格編號   | Oricon最高位 |
| 枚  | 發售日         | 標題           | 初回限定盤 | 動畫盤     | 通常盤     | Oricon最高位 |
| --- | -------------- | -------------- | ---------- | ---------- | ---------- | ------------ |
| 1st | 2019年10月16日 | Swinging Heart | PCCG-01833 | PCCG-01834 | PCCG-01835 | 11位         |
| 2nd | 2020年2月26日  | Desire Again   | PCCG-01869 | PCCG-01870 | PCCG-01871 | 14位         |
| 3rd | 2020年10月28日 | キミのとなりで | PCCG-01939 | PCCG-01940 | PCCG-01941 | 10位         |
| 4nd | 2023年2月8日   | Dear Doze Days | PCCG-02211 | PCCG-02213 | PCCG-02212 | 18位         |
| 5nd | 2023年10月11日 | Magie×Magie    | PCCG-2277  | PCCG-2279  | PCCG-2278  | 22位         |
| 6nd | 2024年1月31日  | 夢の糸         | PCCG-2322  | PCCG-2323  | PCCG-2324  | 19位         |

### 專輯
| 枚   | 發售日         | 標題                                                      | 規格編號   | 規格編號   | 規格編號             | Oricon最高位 |
| 枚   | 發售日         | 標題                                                      | 初回限定盤 | 通常盤     | 其他                 | Oricon最高位 |
| ---- | -------------- | --------------------------------------------------------- | ---------- | ---------- | -------------------- | ------------ |
| 1st  | 2020年6月10日  | STYLE                                                     | PCCG-01900 | PCCG-01901 |                      | 7位          |
| 配信 | 2021年3月3日   | 鬼頭明里 1st LIVE TOUR「Colorful Closet」Stream Selection |            | PCSP-03476 |                      | 不適用       |
| 2nd  | 2022年10月12日 | Luminous_(鬼頭明里のアルバム)                             | PCCG-2185  | PCCG-2186  | SCCG-110（FC限定盤） | 7位          |

#### 迷你專輯
| 枚  | 發售日        | 標題          | 規格編號   | 規格編號   | 規格編號  | 規格編號            | Oricon最高位 |
| 枚  | 發售日        | 標題          | 初回限定盤 | 通常盤     | 動畫盤    | 其他                | Oricon最高位 |
| --- | ------------- | ------------- | ---------- | ---------- | --------- | ------------------- | ------------ |
| 1st | 2021年8月4日  | Kaleidoscope  | PCCG-2045  | PCCG-2046  | PCCG-2047 | SCCG-79（FC限定盤） | 14位         |
| 2nd | 2024年8月28日 | Give Me Five! | PCCG-02376 | PCCG-02377 |           |                     |              |

### 商業搭配
| 歌曲             | 商業搭配                                                     | 時期   |
| ---------------- | ------------------------------------------------------------ | ------ |
| dear my distance | 電視動畫《超人高中生們即便在異世界也能從容生存！》片尾曲     | 2019年 |
| Tiny light       | 電視動畫《地縛少年花子君》片尾曲                             | 2020年 |
| キミのとなりで   | 電視動畫《安達與島村》片尾曲                                 | 2020年 |
| No Continue      | 電視動畫《急戰5秒殊死鬥》片頭曲                              | 2021年 |
| Dive to World    | BS日本『ボウリング革命 P★League』系列2022年片尾曲            | 2022年 |
| Dear Doze Days   | 電視動畫《被解僱的暗黑士兵（30多歲）慢生活的第二人生》片尾曲 | 2023年 |
| Magie×Magie      | 電視動畫《大小姐和看門犬》片尾曲                             | 2023年 |
| 夢の糸           | 電視動畫《魔都精兵的奴隸》片頭曲                             | 2024年 |
| With a Wish      | 電視動畫《地縛少年花子君2》片尾曲                            | 2025年 |

### 角色歌
| 發售日  | 名稱                   | 演唱名義 | 歌曲名稱                                    | 商業搭配               |
| 2016年  | 2016年                 | 2016年   | 2016年                                      | 2016年                 |
| ------- | ---------------------- | -------- | ------------------------------------------- | ---------------------- |
| 3月16日 | Startin' My Re:STAGE!! | KiRaRe   | 「Startin' My Re:STAGE!!」                  | 《Re:Stage！》相關歌曲 |
| 8月17日 |                        | KiRaRe   | 「」 「」                                   | 《Re:Stage！》相關歌曲 |
| 2017年  |                        |          |                                             |                        |
| 1月18日 | 憧れFuture Sign        | KiRaRe   | 「憧れFuture Sign」 「夏の約束」            | 《Re:Stage！》相關歌曲 |
| 5月17日 |                        | KiRaRe   | 「Do it!! PARTY!!」 「GROWING!!」 「」 「」 | 《Re:Stage！》相關歌曲 |

## 書籍

### 雑誌連載
- あかりのありか（『声優パラダイスR』Vol.18 - 、秋田書店）[105]

### 写真集
- Love Route（2020年1月31日発売[106]、秋田書店、編集：声優パラダイスR編集部）Template:ISBN2

### 组合成员
1. 1 2  式宮舞菜（牧野天音）、月坂紗由（鬼頭明里）、市杵島瑞葉（田澤茉純）、柊香惠（立花芽惠夢）、本城香澄（岩橋由佳） 、長谷川美依（空見雪）

1. ↑  為與SSSS聯動角色

## 外部連結
- プロ・フィットによるプロフィール （页面存档备份，存于）（日語）
- 鬼頭明里オフィシャルサイト （页面存档备份，存于）（日語）
- 鬼頭明里的X（前Twitter）（日語）
- 鬼頭明里オフィシャル的X（前Twitter）（日語）
- 鬼頭明里的Instagram帳戶（日語）
- 鬼頭明里オフィシャル的Instagram帳戶（日語）
- YouTube上的鬼頭明里 Official Artist Channel頻道 （日語）